# Мататова, Бикель Пейсаховна
Бикель Пейсаховна Мататова (20 августа 1928, Дербент — 16 мая 2013, Хадера) — советская и израильская актриса горско-еврейского театра. «Заслуженная артистка ДАССР». В 1990 году, Указом Президиума Верховного Совета Дагестана, Бикель Мататовой было присвоено звание «Заслуженный деятель культуры Дагестанской АССР». В 1948 году, получила почетную грамоту, «XXV лет за заслуги в области культурного щефства над вооружёнными силами Союза ССР».

## Биография
Бикель Мататова, родилась в 20 августа 1928 года в Дербенте, жила в узком тесном квартале на улице Таги-Заде ниже синагоги. У нее было трое братьев и сестер. Она была старшим ребенком в семье. В 1933 году, ее отец, Писах Мататов, умер в возрасте 33 лет. После смерти отца, ее мать, Истире-Мельке, одна воспитывала четверых детей. Ее мать работала в рыбном промысле на Каспии, чтобы прокормить семью. Она вытаскивала из воды тяжелые сети с рыбой вместе с мужчинами. Мать ее, тащив рыбу, пела песни.
Вместе с ней трудились и актеры горско-еврейского театра: Юно Семенов, музыканты; Ищей — играл на бубне, Юношкей — на кеманче, Рифке — тарист, Мухоил Фараджев — суфлер театра.
В 1936 году, в Дербенте работал государственный драматический совместный азербайджанский и горско-еврейский театр. При театре был музыкальный коллектив, которым руководитель композитор Джумшуд Ашуров. Он уговоили мать Бикель Мататовой сыграть роль в спектакле горско-еврейского театра, где и зародилась любовь к театру у юной Бикель.
Бикель Мататова училась в Дербентской школе им. Максима Горького. Обучение в школе велось на родном горско-еврейском языке. Писали латинскими буквами. В те же годы она уже сделала свой выбор: она хотела стать актрисой театра. Вся ее дальнейшая жизнь была связана с театром. После занятий она бежала в театр, слушала все репетиции, знала наизусть все роли, сама пела и играла дома. Так прошли ее три года школьных лет, с 1937 по 1939-й.
Бикель со школьного возраста начала выступать на сцене и вскоре стала актрисой. В тетре ее первой ролью бала в новой пьесе «Шах Аббас». Вместе с ней в этом спектакле играла ее мать, также многие актери и актрисы Государственного горско-еврейского театра.
В последствии Бикель Мататова играла во многих спектаклях, ездила с театром во многих местах где жили горские евреи.
В годы второй мировой войны горско-еврейский театр как и вся страна, переживало тяжелое время. Бикель Мататова написало в своих воспоминаниях:

«В 1941 году началась война с фашистами, наших актеров призвали на фронт. Наш театр осиротел. Те, кто остался, не знали, что делать. Но, несмотря на тяжелое время, театр продолжал работать: мы ездили по селам и городам, выступали в госпиталях перед ранеными. И я, и моя мама пели песни. В 1943—1944 годах театр перешел на хозрасчёт.
Нам довелось выступать во многих селах и городах: Хошмензиль, Аглоби, Муьшгуьр, Губа, Ханжалкала, Гусар, Маджалис, Нальчик, Махачкала, Грозный. В 1944—1945 годах я играла в пьесе Джумшуда Ашурова, посвященной жизни Кабардино-Балкарии, исполняла роль девушки Гого — партизанки, которая добровольно ушла на фронт. За талантливое исполнение этой роли меня наградили почетной грамотой Президиума Верховного Совета СССР и ценным подарком.
В 1946 году театр закрыли. Меня вместе с другими актерами перевели на работу в азербайджанский театр, ведь все мы владели азербайджанским языком. Там я проработала три года, но в 1949 году закрыли и азербайджанский театр. Мне было очень плохо, я не могла жить без сцены, без работы в театре.»

Вскоре ситуация изменилась и колхоз имени Ленина стал помогать актерам выступать перед колхозниками. Бикель Мататова со своей матрью и с другими актерами довала концерты.
Бикель Мататова со своей матрью была приглашена работать в Хучни — столица Табасаранского района. Днем работали в библиотеке, вечером репетировали. Потом Бикель дали работу: художественный руководитель Дома культуры.
Вернувшись вновь в Дербент, Бикель Мататова сыграла во многих спектаклях. Таких как «Мешеди Ибад», где она играла роль Гюльназ, «Ашик-Гариб», где она исполняла роль Шахсенем. А в пьесе «Пятирублевая невеста», либретто которого написал Мамед Сеид Ордубади, а музыку создал Сеид Рустамов, ей доверили роль Наз-Наз. Эти музыкальные роли были у Бикель Мататовой до 1960 года.
В 1961 году режиссер поставил спектакль Сергея Изгияева о жизни горских евреев «Двоюродная сестра». Бикель Мататова играла роль доярки Гюли, мама ее исполняла роль пожилой женщины Мемели. В том же 1961-м была поставлена пьеса-опера «Лейли и Меджнун», которую на татский язык перевел Сергей Изгияев. Она играла в этой пьесе главную роль Лейли, ее мама — роль матери Меджнуна. В 1963 году была поставлена пьеса «Айханум». Она сыграла главную роль Айханум, на тот момент ей было 35 лет.
В 1964 году Государственный горско-еврейский театра закрылся. Не было денег, опять стал работать самодеятельный кружок. Руководителем кружка стал Абрам Авдалимов. Колхозы переименовали в совхозы. В 1967 году театр вновь стал называться народным, режиссером был Мусаиб Джум-Джум, его помощником — Авдалимов. Актеры днем репетировали, вечером выступали на сцене. Бикель Мататова продолжала играть во всех спектаклях, часто играла гланые роли.
В 1975 году, умерла актриса Истире-Мельке, мать Бикель Мататовой.
Народный горско-еврейский театр работал с 1967 по 1992 годы, где Бикель Мататова продолжала выходить на сцену со старыми и новыми актерами.
В 1991 году, Бикель Мататова эмигрировала в Израиль.
В 2001 году в городе Хадера под руководством Романа Изъяева был создан горско-еврейский театр музыкальной комедии «Рамбам». У Бикель Мататовой начался новый этап в ее творчестве. Она была счастлива вернуться на столь родную ей сцену, где она снова пела, танцевала и играла на сцене.
Бикель Мататова скончалась в 2013 году, в городе Хадера, Израиль.

## Наследие
Ее воспоминания написанные на джуури были опубликованы в альманахе «Говлеи» в двух номерах — в 21 и 22, в 1994 и 1995 годах.
Игра Бикель Мататовой на сцене вдохновила известного поэта Сергея Изгияева, он написал стихи «Бикель», что посвятил их артистке Бикель Мататовой.
12 октября 2009 г. на первом фестивале искусств «Жемчужины Кавказа», проходившем в Израильском городе Нетания на сцену была приглашена заслуженная артистка Дагестана Бикель Мататова, которой была вручена почетная грамота по случаю ее 80-летия и 65-летия сценической деятельности.

## Награды
- «Заслуженная артистка ДАССР»
- 1991, «Заслуженный деятель культуры Дагестанской АССР»
- 1948, Почетная грамота за «25 лет выслуги лет в руководстве культурой Вооруженных сил СССР»